# Moëvöt
Moëvöt (parfois orthographié Moévöt) est un one-man band français de musique expérimentale et dark ambient actif de 1991 à 1996 et composé de Vordb Dreagvor Uezeerb (également membre de Belketre, Torgeist, etc.). Moëvöt faisait partie des Légions Noires et, durant sa période d'activité, n'a sorti que des démos. Le groupe a été interviewé dans le fanzine des Légions Noires The Black Plague - First Chapter (And Maybe The Last One).

## Biographie

### Premières recherches (1991-1992)
Après avoir joué de 1988 à 1990 dans deux formations de death et thrash metal (Chapel of Ghouls, puis Zelda), Vordb effectue dès 1991 des recherches sonores sortant du registre musical metal, inspirées par la musique contemporaine, et qui aboutiront au projet Moëvöt. Il enregistre en décembre 1991 une démo intitulée Verwüstete Landschaften (paysages dévastés), qui demeure non publiée à l'époque car jugée incomplète. En 1992, Vordb enregistre une pièce courte nommée De Fenêtre entrouverte.

### Abgzvoryathre(1993)

Une reproduction de La Descente de croix est intégrée dans l'artwork original dAbgzvoryathre.

En août 1993, Vordb enregistre en l'espace de quelques jours la démo Abgzvoryathre, qui est la première publication officielle de Moëvöt. Il la diffuse de manière confidentielle, avec un artwork original composé de collages et de calligraphie, comportant une reproduction de la La Descente de croix de van der Weyden. Il s'agit de l'une des premières publications des Légions Noires sortant du registre musical metal. Selon Vordb, il s'agit de la première démo enregistrée après la création du cercle des Légions Noires cette même année. La démo est dédiée à Meyhna'ch, du groupe Mütiilation. Le style musical «associe les bruits des pas, du vent et de la pluie, à un jeu d'orgue macabre, à des voix agonisantes et à des chœurs sinistres». Les paroles sont chantées en français et en "Gloatre", une langue imaginaire inventée par Vordb (que des critiques comparent à la Lingua Ignota de Hildegarde de Bingen et au Kobaïen inventé par le groupe Magma).

### Ézlèyfbdrèhtr Vèpréub Zuèrkl Mazagvatre Èrbsèdréa(1994)
En avril 1994, Vordb publie la seconde démo de Moëvöt, intitulée Ézlèyfbdrèhtr Vèpréub Zuèrkl Mazagvatre Èrbsèdréa . Parmi les onze pièces qui la composent, six ont été initialement enregistrées en 1991 pour la démo non-publiée intitulée Verwüstete Landschaften. Au printemps 1994, Vordb les retravaille en y ajoutant des textures et des voix, et y ajoute quatre nouvelles pièces. Les instruments utilisés par Vordb sont: guitare classique, synthétiseur, violoncelle, guitare basse. Thématiquement, les pièces décrivent la solitude et l'errance.
En parallèle, Vordb développe d'autres projets musicaux, comme Bor.e, qui explore son rapport conflictuel avec le synthétiseur, ou Vzakprevémèkr, qui se rapproche de la musique industrielle.

### Voekreb(1994-1995)

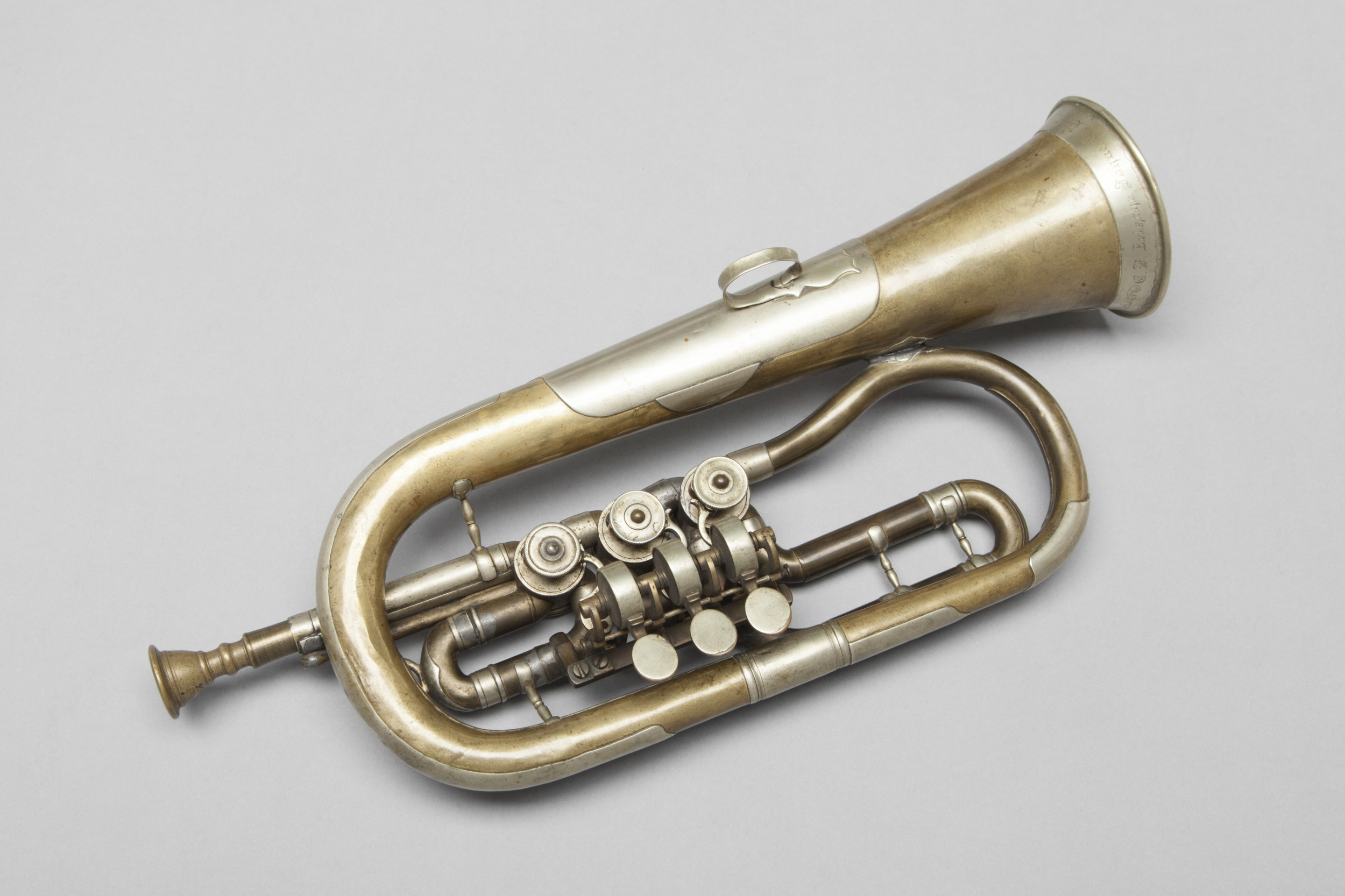
Le bugle, un instrument à vent, est utilisé par Vordb dans Voekreb III.

La troisième œuvre publiée par Moëvöt est Voekreb, une création en trois parties qui sont enregistrées en 1994 et 1995. Voekreb I, enregistré en juillet 1994, est composé de cinq mouvements, reposant chacun sur un instrument (voix, guitare, piano, violoncelle). Sur la troisième partie, Voekreb III, enregistrée en 1995, Vordb utilise pour la première fois un instrument de la famille des cuivres (un bugle).
En 1995 ou 1996, Vordb enregistre Voarmtrèb Vzaéurvbtraya, qu'il décrit comme "six pièces vampiriques pour quatre guitares électriques". C'est lors de la publication digitale, en 2019, que Vordb attribue ce projet à Moëvöt.

### Rééditions (2014)
En 2014, Abgzvoryathre (1993) connait une réédition sur CD (Kaleidarkness KCD0001), puis en format numérique en 2017. Egalement en 2017, Vordb publie une édition numérique remixée et remastérisée de la trilogie Voèkrèb, suivie des rééditions de Voarmtrèb Vzaéurvbtraya en 2019, et de Ézlèyfbdrèhtr... en 2023.

## Influence
Le musicien Nicolas Horvath dit avoir «écouté en boucle pendant d'interminables nuits» les œuvres de Moëvot, et considère celui-ci comme un précurseur du genre dungeon synth.

### Reprises par d'autres artistes
Plusieurs artistes ont rendu hommage à l'influence de Moëvöt en réinterprétant certains titres:  
- Reprise de Zurghtapre (Chant d'éternité I) par Dorminn, projet dark ambient/folk ritualiste breton, sur son album éponyme (Antiq Records, France, 2019)[12],[13],[14].
- Reprise de Chant d'éternité I et II par Obscura Monotonia Animae sur l'album In Solitudinem Recipio (Terror Cult Productions, Pologne, 2009).
- Reprise de Wolken (Ma Vie) par Psicosis sur l'album Trastorno Psicológico Evolutivo (Black Nature Records, Colombie, 2012)[15].
- Reprise de In Einem Friedhof (Errance) par Suicidal Anorexia sur 3 Days of Suicidal Hatred (Unending Hatred, Mexique, 2010)[16].
- Reprise de In Einem Friedhof (Errance) par Wolf sur Distaste For Humanity (Silentium in Foresta Records, Mexique, 2017)[17].
- Reprise de In Einem Friedhof (Errance) par Cultustepean sur l'album Eternal Cold (Black Mournful Candles Rec, Russie, 2019).
- Reprise de Die Dämmerung par Blutdurst sur l'album Stallag im Beserlpark (Dominance Of Darkness Records, Allemagne, 2022)[18].

## Discographie

### Démos
- 1993 : Abgzvoryathre (édition CD en 2014)| 1.    | Notre perte                              | 02:35 |
| 2.    | Voultehtr Voaguprueeb                    | 03:19 |
| 3.    | In einem Friedhof (Errance)              | 03:58 |
| 4.    | Zurghtapre (Chant d'Eternité I)          | 03:20 |
| 5.    | Wolken (Ma vie)                          | 04:59 |
| 6.    | Oraison                                  | 04:41 |
| 7.    | Ehepr Abgzvoryaerv (Chant d'Eternité II) | 02:21 |
| 25:13 |                                          |       |
- 1994 : Ézlèyfbdrèhtr Vèpréub Zuèrkl Mazagvatre Èrbsèdréa (édition numérique en 2023)| 1.    | Der Glockenturm (I)       | 01:51 |
| 2.    | Réflexion-Abjuration      | 01:42 |
| 3.    | Uatr Mazagvatre Èrbsèdréa | 11:52 |
| 4.    | Fin de nuit               | 02:02 |
| 5.    | Tagesanbruch              | 03:04 |
| 6.    | Larmes crépusculaires     | 02:02 |
| 7.    | Die Dämmerung             | 03:31 |
| 8.    | Uatr Vazsagraèhbbe        | 03:24 |
| 9.    | Brumes                    | 02:20 |
| 10.   | Nie                       | 00:24 |
| 11.   | Der Glockenturm (II)      | 02:04 |
| 34:16 |                           |       |
- Voekreb (1995)
- Voekreb II (1995)
- 1996 : Voarmtrèb Vzaéurvbtraya (édition numérique en 2019 - KDE0019)| 1.    | Voarmtre I   | 02:21 |
| 2.    | Voarmtre II  | 01:12 |
| 3.    | Voarmtre III | 01:48 |
| 4.    | Voarmtre IV  | 01:28 |
| 5.    | Voarmtre V   | 01:16 |
| 6.    | Voarmtre VI  | 01:27 |
| 09:32 |              |       |

### Editions numériques d'inédits
- 2017 : De fenêtre entrouverte enregistré en 1992 (Kaleidarkness KDE0008)| 1.   | De fenêtre entrouverte (1992 version) | 2:56 |
| 2.   | De fenêtre entrouverte (2015 version) | 3:06 |
| 6:02 |                                       |      |
- 2019 : Unter dem Marmor enregistré de 1993 à 1995 (Kaleidarkness KDE0016)| 1.    | Im Sarg - Teil I  | 13:15 |
| 2.    | Im Sarg - Teil II | 5:00  |
| 3.    | Durch den Nebel   | 13:33 |
| 31:48 |                   |       |
- 2024 : Verwüstete Landschaften enregistré en 1991, par Vordb Báthor Ecsed (Kaleidarkness)| 1.    | Der Glockenturm I (Instrumental)  | 01:54 |
| 2.    | Der Glockenturm I (Chant)         | 01:46 |
| 3.    | Keroptaer                         | 11:01 |
| 4.    | Tagesanbruch                      | 13:33 |
| 5.    | Die Dämmerung                     | 03:29 |
| 6.    | Der Glockenturm II (Chant)        | 02:04 |
| 7.    | Der Glockenturm II (instrumental) | 01:56 |
| 25:18 |                                   |       |